# Municipio de Weskan
El municipio de Weskan (en inglés: Weskan Township) es un municipio ubicado en el condado de Wallace en el estado estadounidense de Kansas. En el año 2010 tenía una población de 330 habitantes y una densidad poblacional de 0,42 personas por km².

## Geografía
El municipio de Weskan se encuentra ubicado en las coordenadas 38°53′19″N 101°56′16″O / 38.88861, -101.93778. Según la Oficina del Censo de los Estados Unidos, el municipio tiene una superficie total de 783.52 km², de la cual 783,46 km² corresponden a tierra firme y (0,01 %) 0,05 km² es agua.

## Demografía
Según el censo de 2010, había 330 personas residiendo en el municipio de Weskan. La densidad de población era de 0,42 hab./km². De los 330 habitantes, el municipio de Weskan estaba compuesto por el 90,91 % blancos, el 0,3 % eran afroamericanos, el 7,88 % eran de otras razas y el 0,91 % eran de una mezcla de razas. Del total de la población el 16,67 % eran hispanos o latinos de cualquier raza.